# Дневные звёзды (книга)
«Дневные звёзды» — автобиографическая повесть Ольги Берггольц о трагических днях блокады Ленинграда. Представляет собой свободный по форме, исповедальный дневник со стихотворными вставками.
С начала Великой Отечественной войны Ольга Берггольц оставалась в осаждённом Ленинграде и с августа 1941 года работала на радио. В своей повести «Дневные звезды» она пыталась осмыслить свою судьбу и соотнести её с судьбой страны. На протяжении всего повествования переплетаются собственные воспоминания автора о жителях осаждённого города с лирическими воспоминаниями о детстве, друзьях и истории города.
Первая редакция издана в 1955 году, окончательная редакция была завершена четыре года спустя. Вскоре после публикации повесть была признана вершиной литературного творчества Берггольц. Вторая часть книги не была дописана.
Весной 2010 года, к 100-летию со дня рождения автора, вышел сборник «Ольга. Запретный дневник», в котором собраны вместе тюремные и блокадные дневники, редкие фотографии и документы из архивов Москвы и Петербурга, а также отрывки из так и не дописанной второй части книги «Дневные звезды».

## Ранние издания
- 1955 — Дневные звёзды: Автобиографическая повесть. — Л.: Сов. писатель, 1959. — 164 с.
- 1960 — Дневные звёзды. — Л.: «Советский писатель», 1960. — 240 с.
- 1960 — Дневные звёзды. — М.: Гослитиздат, 1960. (Роман-газета; № 15 [219])

## Адаптации
- В 1966 году по мотивам книги режиссёром Игорем Таланкиным снят фильм «Дневные звезды»; роль Ольги Берггольц исполнила Алла Демидова.
- Сюжет произведения лег в основу художественного фильма режиссёра Андрея Зайцева «Блокадный дневник» [2], который в широкий прокат вышел 8 сентября 2021 г.[3]